# Chavismo

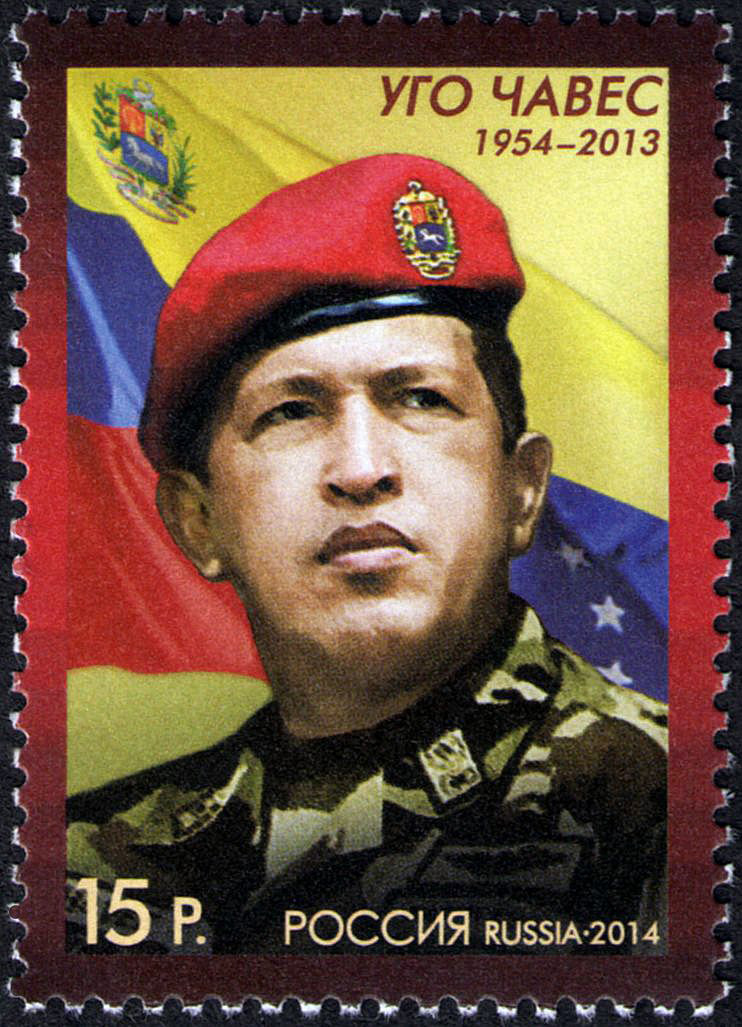
Hugo Chávez raffigurato su un francobollo della Russia del 2014

Chavismo è un termine che identifica l'azione e l'ideologia politica del presidente venezuelano e leader della rivoluzione bolivariana Hugo Chávez e di coloro che a lui si ispirano.
I suoi capisaldi sono il socialismo democratico – da intendere come un socialismo conforme alla partecipazione popolare attraverso gli istituti di democrazia diretta – nonché l'anti-imperialismo, la teologia della liberazione, il socialismo del XXI secolo di origine marxista e guevarista e il nazionalismo di sinistra. Il termine è uno sviluppo di quello di bolivarismo, vista l'efficace operazione che Chávez ha messo in atto ponendosi in continuità e legando fortemente il suo progetto e il suo pensiero alla figura del padre della patria Simón Bolívar. Altri punti del chavismo sono il femminismo, il patriottismo, un certo internazionalismo, l'integrazione dell'America Latina, l'ambientalismo, la funzione sociale della proprietà privata, la nazionalizzazione delle imprese di pubblica utilità e un forte stato sociale.

## Nascita e sviluppo
Il termine "chavista", inizialmente coniato in senso dispregiativo dagli oppositori della rivoluzione bolivariana, il periodo venezuelano iniziato con la vittoria elettorale di Hugo Chávez alle elezioni presidenziali nel 1999, è stato presto rivendicato dai suoi sostenitori, divenendo un termine di uso comune nella vita politica venezuelana. In particolare dopo la morte di Chávez il termine "chavista" è stato legittimato e utilizzato regolarmente dai principali dirigenti della rivoluzione bolivariana, tra cui il nuovo presidente Nicolás Maduro.
Tra i partiti politici venezuelani, quelli classificabili come chavisti sono quello fondato dallo stesso Chávez, il Partito Socialista Unito del Venezuela (nato su impulso del Movimento Quinta Repubblica, il primo soggetto politico del capo bolivariano) e quelli che con esso costituiscono il Gran Polo Patriotico: il Partito Comunista del Venezuela (fino all'uscita, avvenuta nel 2020, dalla coalizione governativa), Patria Para Todos, il Movimiento Tupamaro, la Unidad Popular Venezolana, il Movimiento Electoral del Pueblo, Podemos e altri.
Specie dopo che Chávez ha legato il suo progetto alla parola d'ordine del socialismo del XXI secolo, il chavismo è ormai associato sia dai suoi sostenitori sia dai suoi detrattori (che lo accusano di populismo, demagogia e caudillismo), anche al guevarismo e al castrismo, di cui è considerato la continuazione e l'attualizzazione. Viene contestata anche l'accusa di clientelismo e assistenzialismo al fine di mantenere la forte base elettorale e secondo il think tank statunitense Freedom House il Venezuela è da considerarsi parzialmente libero come indice di libertà politica (data l'ingerenza governativa nel sistema giudiziario e nella vita pubblica) e non libero (causa maggioranza dei media nelle mani dei chavisti e del governo) per quanto riguarda la libertà di stampa.

## Fuori dal Venezuela
Su scala continentale il chavismo ha fortemente condizionato l'affermazione e lo sviluppo di processi politici e sociali quali quello guidati da Evo Morales in Bolivia, in Uruguay dall'ex tupamaro José Mujica e da Rafael Correa in Ecuador. Anche in altri Paesi del mondo vi sono comunque partiti che si ispirano al socialismo del XXI secolo e indirettamente alla prassi e all'ideologia chavista, come il partito spagnolo (omonimo di quello venezuelano) denominato Podemos.
La forte componente antiamericana e anti-imperialistica del chavismo ha facilitato l'espansione delle relazioni bilaterali del Venezuela con regimi comunisti e simil-comunisti del resto del subcontinente, come il castrista a Cuba e il sandinista in Nicaragua, nonché con regimi ostili agli Stati Uniti nel resto del mondo, in particolare l'Iran khomeinista, la Russia putiniana e la Repubblica Popolare Cinese.